# 徳宗 (高麗王)
徳宗（とくそう、1016年6月9日 - 1034年10月31日）は第9代高麗王（在位：1031年 - 1034年）。姓は王、諱は欽、諡号は宣孝剛明光荘敬康大王。父は顕宗、母は元成太后金氏（金殷傅の娘）。妃は敬成王后金氏、孝思王后金氏、敬穆賢妃王氏。
徳宗は即位すると、罪が軽い罪人らを解放した。また大臣たちとの和合を重要視し、政治的安定が続いた。
一方で契丹国に、鴨緑江橋梁工事を止めさせて高麗人たちを返さなければ国交を断絶すると外交的に圧迫した。1032年には丹国から亡命した契丹人たちを受け入れた。同年4月には契丹人27名が、6月には渤海人50名が亡命したが、全員の入国を許した。契丹は1033年10月に高麗の定州を侵略したが、高麗軍に敗れて退却した。
徳宗の時代に、高麗の最高の教育施設である国子監に試験制度が導入された。また、1034年には高麗の歴史書『七代実録』が完成した。
徳宗は国内では政治的和合を図る一方、外交的には強硬姿勢であった。その治世は短かったが、名君だったと言える。

## 家族
- 敬成王后(顕宗と元順淑妃金氏の娘)
- 敬穆賢妃
  - 殤懐公主
- 孝思王后(顕宗と元恵王后金氏の娘)